# S 64 (Schiff)
Das Schnellboot S 64 war vom Typ S 38 (Weiterentwicklung des Typs S 26) und wurde auf der Lürssenwerft gebaut.

## Technik
S 64 erhielt wie seine Vorgänger eine normale ungepanzerte Brücke, was sich ab S 67 änderte. Das Boot war ein Rundspant-Doppelkraweel-Eiche/Mahagoni/Weißzeder/Oregonpine/Leichtmetall-Kompositbau, Motorenfundament 3-mm-Stahlblech mit Flacheisengurtung mit Back, Vorschiff mit Knickspant. Die Propellerwellen waren in einem festen Ruderleitblock hinter den Propellern gelagert, was eine erhebliche Geschwindigkeitserhöhung brachte. Das Halbbalanceruder mit zwei seitlichen Staurudern im Schraubenstrom, der sogenannte Lürssen-Effekt, steigerte die Geschwindigkeit zusätzlich.

## Dienstzeit
Das Boot wurde am 2. November 1941 in der 4. Schnellboot-Flottille in Dienst gestellt, hier wurde es im Englischen Kanal an unterschiedlichen Mineneinsätzen und als Deckungsfahrzeug eingesetzt. Dabei konnte S 64 unter Oblt.z.S. Friedrich-Wilhelm Wilcke am 28. November 1941 den britischen Tanker Asperity mit 699 BRT durch einen Torpedo versenken.
Das Boot wurde dann Ende 1942 gemeinsam mit S 66 (aus der 4. Schnellboot-Flottille) und S 118 (aus der 2. Schnellboot-Flottille) in die 8. Schnellboot-Flottille nach Norwegen verlegt und es gehörte ab Anfang Juni 1944 der 2. Schnellboot-Schulflottille der Schnellboot-Lehrdivision an.
Am 18. März 1945 versenkte S 64 gemeinsam mit S 81 das sowjetische S-Boot TKA-66 und beschädigte TKA-195. Ende des gleichen Monats wurden von der Patrouille S 64, S 69 und S 81 die sowjetische S-Boote TKA-166, TKA-181 und TKA-199 versenkt.
Mit dem Kriegsende 1945 ging das Boot als Kriegsbeute an die USA und wurde am 18. Januar 1946 bei Office of Military Government for Germany (OMGUS) verzeichnet. Ab 1947 ging das Boot als LYN an Norwegen und ab 1951 an Dänemark als Stormfuglen, wo es 1962 außer Dienst gestellt wurde.

## Zugehörigkeit
| Zeitraum   | Flottille                     |
| ---------- | ----------------------------- |
| 02.11.1941 | 4. Schnellboot-Flottille      |
| 04.12.1942 | 8. Schnellboot-Flottille      |
| 01.06.1944 | 2. Schnellboot-Schulflottille |